# Nordlig klogalago
Nordlig klogalago (Euoticus pallidus) är en däggdjursart som först beskrevs av Gray 1863.  Euoticus pallidus ingår i släktet klogalagoer och familjen galagoer. IUCN kategoriserar arten globalt som livskraftig.
Inga underarter finns listade i Catalogue of Life. Wilson & Reeder (2005) skiljer mellan två underarter.

## Utseende
Denna primat blir ungefär lika stor som den andra arten i släktet (västlig klogalago). Den har alltså en kroppslängd (huvud och bål) av cirka 20 cm och en svanslängd av cirka 30 cm. Vikten varierar mellan 270 och 360 gram. Pälsen har på ryggen en gulgrå färg och kännetecknas av en längsgående mörk strimma. Buken är vitaktig och svansen spets är inte vit som hos västlig klogalago. Nordlig klogalago har vid de flesta tårna spetsiga naglar som påminner om klor, bara vid andra tån av framtassarna finns en äkta klo. Artens första premolarer liknar hörntänder.

## Utbredning och habitat
Arten förekommer i västcentrala Afrika vid Guineabukten. Utbredningsområdet sträcker sig från Nigerflodens delta till centrala Kamerun. Djuret lever även på ön Bioko. Habitatet utgörs av tropiska regnskogar och andra fuktiga skogar.

## Ekologi
Nordlig klogalago är främst aktiv på natten. Den klättrar oftast i trädens högra delar. Individerna söker vanligen ensam efter föda men honor bildar ibland små flockar vid viloplatsen. Arten klättrar med fyra extremiteter och kan hoppa några meter från träd till träd. Den äter huvudsakligen naturgummi och slickar trädets vätskor. Liksom västlig klogalago borde den även äta några frukter och insekter. Honor föder ett ungdjur per år.